# Saint-Ouen-sur-Morin
Saint-Ouen-sur-Morin – miejscowość i gmina we Francji, w regionie Île-de-France, w departamencie Sekwana i Marna.
Według danych na rok 1990 gminę zamieszkiwało 479 osób, a gęstość zaludnienia wynosiła 126 osób/km² (wśród 1287 gmin regionu Île-de-France Saint-Ouen-sur-Morin plasuje się na 821. miejscu pod względem liczby ludności, natomiast pod względem powierzchni na miejscu 766.).